# Синега (железнодорожная станция, населённый пункт)
Синега — железнодорожная станция (тип населенного пункта) в Вельском районе Архангельской области. Входит в состав Муниципального образования «Усть-Вельское».
Посёлок находится непосредственно на левом берегу реки Синега, в 20 км к западу от Вельска. У восточной границы посёлка расположен посёлок Синега-Лесопункт.

## Население
| 2002 | 2010 | 2012 | 2014 |
| ---- | ---- | ---- | ---- |
| 87   | ↘51  | ↗71  | →71  |